# Живанович, Тома
Тома Живанович (серб. Тома Живановић, Toma Živanović; 19 февраля 1884 г., Парачин Поморавского округа, Сербия — 31 марта 1971 г., Белград) — сербский философ

 права, специалист по уголовному и военно-уголовному праву, известный также трудами по криминологии.
Окончил юридический факультет Белградского университета в 1906 г. Стажировался в Париже. С 1909 г. работал доцентом на юридическом факультете Белградского университета, а с 1920 г. — профессор уголовного права юридического факультета Белградского университета. Член-корреспондент (с 18 февраля 1922 г.) и действительный член (академик) Сербской академии наук и искусств (с 18 февраля 1926 г.)
После Второй мировой войны власти запретили Живановичу преподавание в университете.
Тома Живанович широко известен ещё и тем, что вместе профессором М. П. Чубинским разработал проект Уголовного кодекса Королевства Югославия, который был принят 27 января 1929 г (действовал до 1951 г.)

## Вклад
Труды Томы Живановича были полностью посвящены науке, кроме уголовного права занимался и правовой философией. Его наиболее значимые работы:
- «Система синтетической правовой философии»
- «Основы уголовного права (сербского)»
- «Основы уголовного права Королевства Югославии»
- «Основы военного права»
- «О иступима»

Написал большое количество статей на русском и иностранных языках. По сути ввёл понятие криминологии, определив криминологии как науки о наказании. Однако значима также его теория, по которой криминология наука, которая занимается общим изучением преступлений и исполнителей, используя при этом знания из других наук.
Теория была принята в Италии, Франции, Канаде и других стран. Труды Живановича были по достоинству оценены во всём мире.